# Startmenu

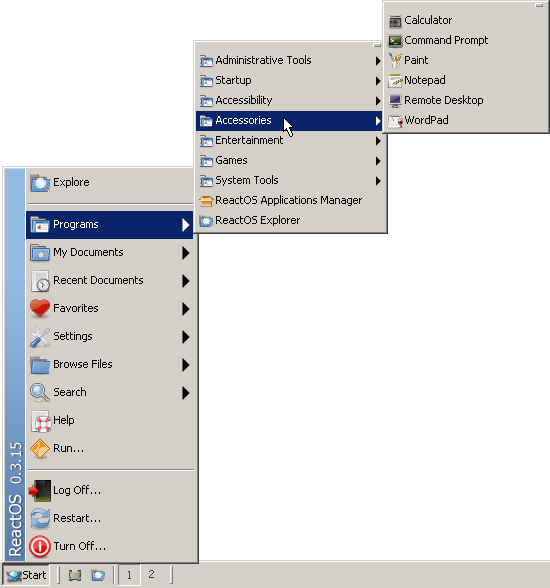
Startmenu

Het startmenu is een menu bij de taakbalk van Microsoft Windows. Door op de knop 'Start' te klikken opent het startmenu. In het menu staan snelkoppelingen naar verschillende programma's. De inhoud van het startmenu kan voor een groot deel door de gebruiker of de systeembeheerder aangepast worden. Vanaf Windows XP is er de mogelijkheid om het startmenu te tonen met twee kolommen. Het startmenu kan op het toetsenbord geopend en weer gesloten worden door op de Windows-toets te drukken.
Het startmenu is in principe niet nodig omdat de snelkoppelingen ook via het bureaublad of met bepaalde toetsencombinaties gestart kunnen worden. Maar het menu is niet overbodig, zelfs voor ervaren gebruikers is het vaak de snelste manier om iets te openen of te vinden.
Het onderdeel "Programma's" is een snelkoppeling naar een directory in het profiel. Het is een grafische weergave van de Windows Verkenner die op te starten is met de toetsencombinatie Windows+E.

## Geschiedenis
- In Windows 95 werd het startmenu voor het eerst geïntroduceerd. De song Start me up van de Rolling Stones werd zelfs in de reclame gebruikt bij de introductie van Windows 95, een directe verwijzing naar het startmenu. Het startmenu moest een grote stap voorwaarts zijn in gebruiksvriendelijkheid.
- Vanaf Windows 2000 is de aanpasbaarheid sterk vergroot. Vanaf dan is het ook een samenvoeging van twee menu's, dat van de aangelogde gebruiker, en het gemeenschappelijke menu van alle gebruikers.
- In Windows XP werd het menu voorzien van 2 kolommen en aanpasbaarheid in uiterlijk (kleur etc.) om de gebruiker nog meer vrijheid te geven. De linkerkolom is voornamelijk voor de door de gebruiker geïnstalleerde programma's, de rechterkolom is meer gericht op documenten en systeemonderdelen.
- In Windows Vista werd een zoekvak aan het startmenu toegevoegd waarmee het mogelijk werd door de shortcuts, favorieten, bestanden en mails te zoeken (mits deze geïndexeerd zijn).
- In Windows 8 is het startmenu verwijderd. Bij het klikken/tikken in de hoek van de plek waar de startknop zat, kom je in het Metro-startscherm
- In Windows 8.1 kwam de startknop weer terug.
- In Windows 10 is het startmenu gewijzigd. Het bevat aan de linkerkant een lijst van apps (programma's) en aan de rechterkant aanpasbare snelkoppelingen in de vorm van tegels.

## Technische details
Gebruikers kunnen onderdelen toevoegen aan het startmenu door mappen en snelkoppelingen aan te maken in de map van het startmenu op de harde schijf. Deze verschijnen als een aparte sectie bovenaan het startmenu, of onder het menu "Programma's" als ze binnen de map "Programma's" geplaatst worden.
- In Windows 95, Windows 98 en Windows Me is de locatie %windir%\Start Menu, of %windir%\Profiles\gebruikersnaam\Start Menu als er meerdere gebruikers zijn.
- In Windows NT 4.0, 2000, XP, en 2003 bevindt de map zich in %USERPROFILE%\Start Menu voor individuele gebruikers of %ALLUSERSPROFILE%\Start Menu voor alle gebruikers gemeenschappelijk.
- In Windows Vista, Windows 7 en Windows 8 staat de map in C:\Users\gebruikersnaam\AppData\Roaming\Microsoft\Windows\Start Menu voor individuele gebruikers, of C:\ProgramData\Microsoft\Windows\Start Menu voor alle gebruikers gemeenschappelijk.

## Trivia
- Veel mensen vonden het vreemd dat je op Start moest klikken wanneer je de pc af wilde sluiten. Te meer omdat bij de knop start de tekst: Klik hier om te beginnen stond. Waarschijnlijk werd om die reden ook de tekst 'Start' weg gehaald vanaf Windows Vista om verwarring te voorkomen.[bron?]